# Chabuata mutina
Chabuata mutina är en fjärilsart som beskrevs av William Schaus 1894. Chabuata mutina ingår i släktet Chabuata och familjen nattflyn. Inga underarter finns listade i Catalogue of Life.